# Arcturina plumbiformis
Arcturina plumbiformis är en kräftdjursart som beskrevs av Nunomura 2008. Arcturina plumbiformis ingår i släktet Arcturina och familjen Arcturidae. Inga underarter finns listade i Catalogue of Life.